# Свейн (округ, Північна Кароліна)
Шаблон:StateAbbr_ 35°29′ пн. ш. 83°29′ зх. д. / 35.49° пн. ш. 83.49° зх. д.
Округ Свейн (англ. Swain County) — округ (графство) у штаті Північна Кароліна, США. Ідентифікатор округу 37173.

## Історія
Округ утворений 1871 року.

## Демографія
За даними перепису
2000 року
загальне населення округу становило 12968 осіб, усе сільське.
Серед мешканців округу чоловіків було 6305, а жінок — 6663. В окрузі було 5137 домогосподарств, 3631 родин, які мешкали в 7105 будинках.
Середній розмір родини становив 2,91.
Віковий розподіл населення поданий у таблиці:
| Стать    | До 15 років | 15-21 | 22-29 | 30-39 | 40-49 | 50-65 | 65-85 | Понад 85 |
| -------- | ----------- | ----- | ----- | ----- | ----- | ----- | ----- | -------- |
| Чоловіки | 1320        | 696   | 591   | 856   | 885   | 1161  | 728   | 68       |
| Жінки    | 1260        | 555   | 602   | 855   | 991   | 1214  | 1007  | 179      |

## Суміжні округи
- Сев'єр, Теннессі — північ
- Гейвуд — схід
- Джексон — південний схід
- Мейкон — південь
- Грем — південний захід
- Блаунт, Теннессі — північний захід

## Виноски
1. ↑  U.S. Decennial Census. United States Census Bureau. Архів оригіналу за 19 липня 2018. Процитовано 19 січня 2015.
2. ↑  Historical Census Browser. University of Virginia Library. Архів оригіналу за 11 серпня 2012. Процитовано 19 січня 2015.
3. ↑  Forstall, Richard L., ред. (27 березня 1995). Population of Counties by Decennial Census: 1900 to 1990. United States Census Bureau. Архів оригіналу за 3 березня 2015. Процитовано 19 січня 2015.
4. ↑  Census 2000 PHC-T-4. Ranking Tables for Counties: 1990 and 2000 (PDF). United States Census Bureau. 2 квітня 2001. Архів оригіналу (PDF) за 18 грудня 2014. Процитовано 19 січня 2015.
5. ↑  State & County QuickFacts. United States Census Bureau. Архів оригіналу за 29 січня 2016. Процитовано 30 жовтня 2013. [Архівовано 2011-06-07 у Wayback Machine.](англ.) Наведено за англійською вікіпедією.
6. ↑  American FactFinder. Бюро перепису населення США. Архів оригіналу за 26 лютого 2012. Процитовано 31 січня 2008. [Архівовано 2008-05-21 у Wayback Machine.]

| США | Це незавершена стаття з географії США. Ви можете допомогти проєкту, виправивши або дописавши її. |